# Aczél Géza (költő)
Aczél Géza (Ajak, 1947. március 9. –) költő, műfordító, irodalomtörténész, kritikus, szerkesztő.

## Életpályája
A Nyíregyházi Vasvári Pál Gimnáziumban érettségizett 1965-ben, majd tanári diplomát szerzett a Kossuth Lajos Tudományegyetem magyar-orosz szakán 1971-ben. 1971-1978 között a Kossuth Lajos Tudományegyetem Magyar Irodalmi Intézetének könyvtárosa volt. 1975-ben megszerezte a doktori címet Kassák Lajos avantgárd korszakának témakörében. 1978–2015 között a debreceni Alföld szerkesztője, főszerkesztő-helyettese, majd főszerkesztője volt. 2005 óta a Magyar Alkotóművészek Országos Egyesületének irodalmi alelnöke. 2020-tól a Széchenyi Irodalmi és Művészeti Akadémia Irodalmi Osztályának szenior tagja.
A magyar avantgárd újra-felfedezésének ösztönzője.

## Társadalmi szerepvállalása
- a FIJAK (Fiatal Írók József Attila Köre) alapító tagja,
- több ciklusban a Magyar Írószövetség választmányi tagja,

## Művei
- Másnapos freskó (versek) Szépirodalmi Könyvkiadó, 1975
- Tamkó Sirató Károly (kismonográfia) Akadémiai Kiadó, 1981
- A mánia terjeszkedése (versek) Szépirodalmi Kiadó, 1983
- Képversek (válogatás, bevezető tanulmány) Kozmosz Kiadó, 1984
- Termő avantgarde (tanulmányok) Szépirodalmi Kiadó, 1988
- A térség kritikája (versek) Széphalom Kiadó, 1994
- A. G. úr X-ben (válogatott versek) Jelenkor Kiadó, 1997
- Kassák Lajos (monográfia) Akadémiai Kiadó, 1999
- Csülökkönyv. 154 recept; előszó Esterházy Péter; Lucullus 2000, Budapest, 2000
- (ablak)(szakács) (versek) Palatinus Kiadó, 2003
- (szakma)alkony (versek) Jelenkor Kiadó, 2005
- (fél)édes hendikep (összegyűjtött versek) Palatinus Kiadó, 2006
- (vissza)galopp (lírai utószinkron) Jelenkor Kiadó, 2007
- (vers)szakadás (versek) Alexandra Kiadó, 2008
- (kontra)galopp (javított utószinkron) Jelenkor Kiadó, 2009
- (ő)szike (versek) Jelenkor Kiadó, 2010
- (búcsú)galopp. Tétova utószinkron; Jelenkor, Pécs, 2012
- Óda roncs. Antológia. Balatonfüred, Debrecen, Kecskemét; szerk. Aczél Géza, Cserép László, Füzi László; Kecskeméti Kortárs Művészeti Műhelyek, Kecskemét, 2013
- (szino)líra. Torzószótár, Á–Ál; Jelenkor, Pécs, 2014
- (szino)líra 2. Torzószótár. Aláaknáz–Ám; Jelenkor, Budapest, 2018
- (szino)líra 3. Torzószótár. Ama–Asztalterítő; Jelenkor, Budapest, 2021

## Díjai
- Debrecen Város Csokonai-díja (1989, 1997)
- Ratkó József-díj (1995)
- József Attila-díj (1997)
- Soros-ösztöndíj (1997)
- Artisjus-díj (2007)
- Szépíró-díj (2009)
- Déry Tibor-díj (2009)
- Babérkoszorú-díj (2010)
- Salvatore Quasimodo Költőverseny különdíja (2012)
- Látó-nívódíj – vers (2015)[5]